# Dioptis indentata
Dioptis indentata är en fjärilsart som beskrevs av Erich Martin Hering 1925. Dioptis indentata ingår i släktet Dioptis och familjen tandspinnare. Inga underarter finns listade i Catalogue of Life.